# Orford (Suffolk)
Pour les articles homonymes, voir Orford.
Orford est une petite ville du comté de Suffolk en Angleterre, située dans une Area of Outstanding Natural Beauty (littéralement, « Espace de remarquable beauté naturelle ») la Suffolk Coast and Heaths (en). Il est le seul point d'accès aux réserves naturelles d' Orford Ness et d' Havergate Island (en).
Comme beaucoup de villes côtières du Suffolk, c'était d'une certaine importance comme port et village de pêche au Moyen Âge. Il a encore un beau château médiéval, qui domine la River Alde (en) et une église paroissiale monument classé de Grade I, St Bartholomew - où fut donnée la première de l'opéra de Benjamin Britten Curlew River, le 12 juin 1964 dans le cadre du festival d'Aldeburgh.
La principale caractéristique géographique de la région est Orford Ness (en), un long et large cordon littoral à l'embouchure de la rivière Alde. Orford Ness a été utilisé dans le passé comme une installation d'essai d'atterrissage et au début des années 1970, il était le site d'un puissant radar dans le cadre des défenses durant la Guerre froide contre les avions d'attaque à basse altitude. Aujourd'hui c'est une réserve naturelle dirigée par le National Trust.
La population d'Orford augmente considérablement pendant les mois d'été en raison de son club de voile florissant. Outre le château, les attractions d'Orford comprennent des croisières fluviales, trois pubs, un bureau de poste traditionnel qui vend du pain frais, une boulangerie traditionnelle, un fumoir et un restaurant; L'huître de Butley-Orford.

## Histoire
Sir Richard Lloyd (1696-1761), y fut rapporteur ainsi qu'à Harwich et Ipswich. Il fut également député de Mitcham, Malden et Totnes entre 1745 et 1959. Il se retira lors de sa nomination au service de l'Échiquier en 1759. Thomas Gainsborough fit son portrait au début des années 1750. La coupe et le motif du magnifique gilet rappellent la mode de la décennie précédente.
Le peintre Clarkson Frederick Stanfield réalisa en 1833 une huile sur carton intitulée Orford, qui est conservée à la Wallace Collection à Londres.

## Phare
Un phare a été érigé en 1972 sur la péninsule d'Orford Ness, zone naturelle très protégée depuis. Inactif depuis 2013, il est maintenant considéré comme monument classé de Grade II.

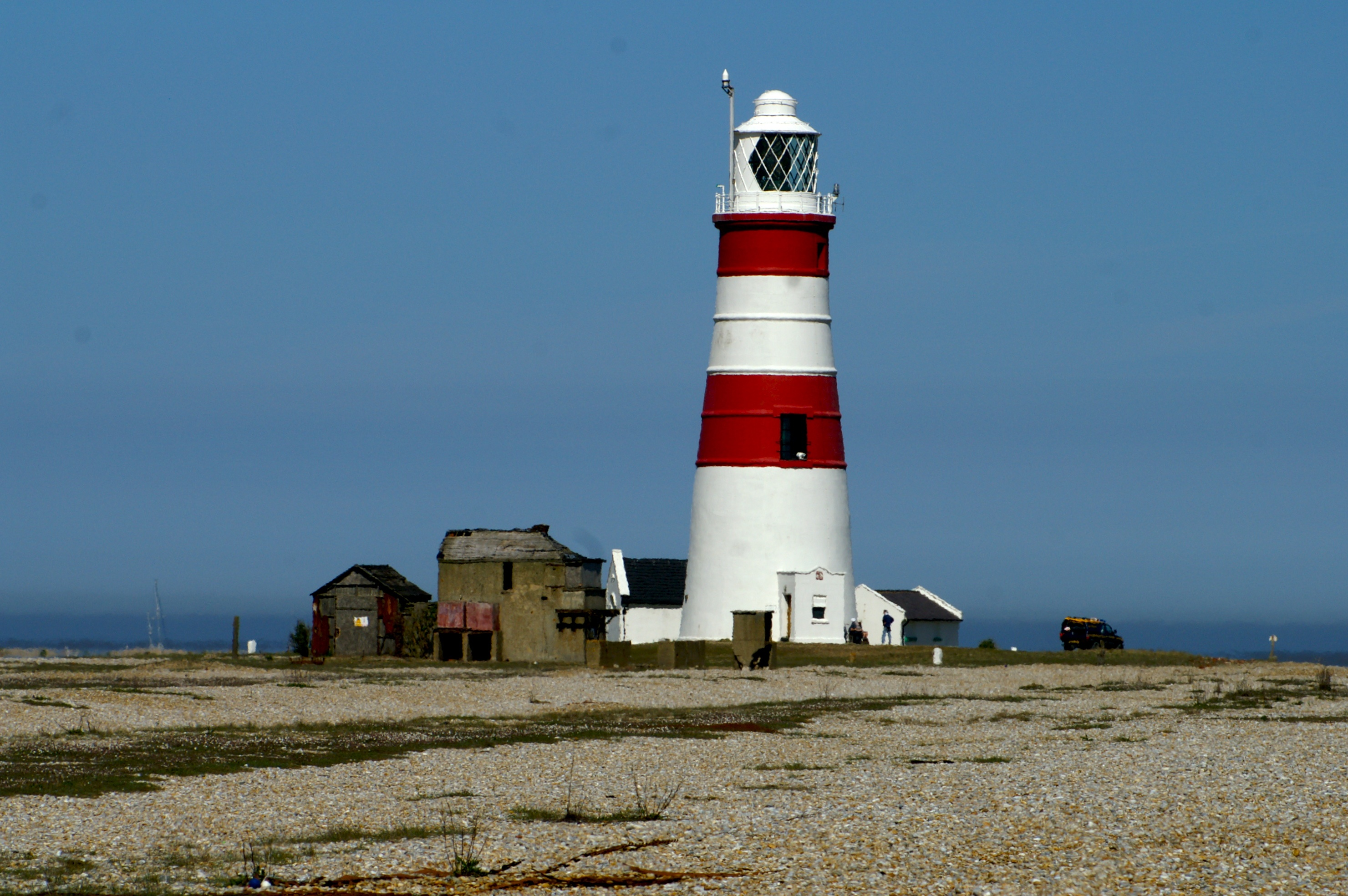
Le phare et l'ancien bâtiment de Coastguard

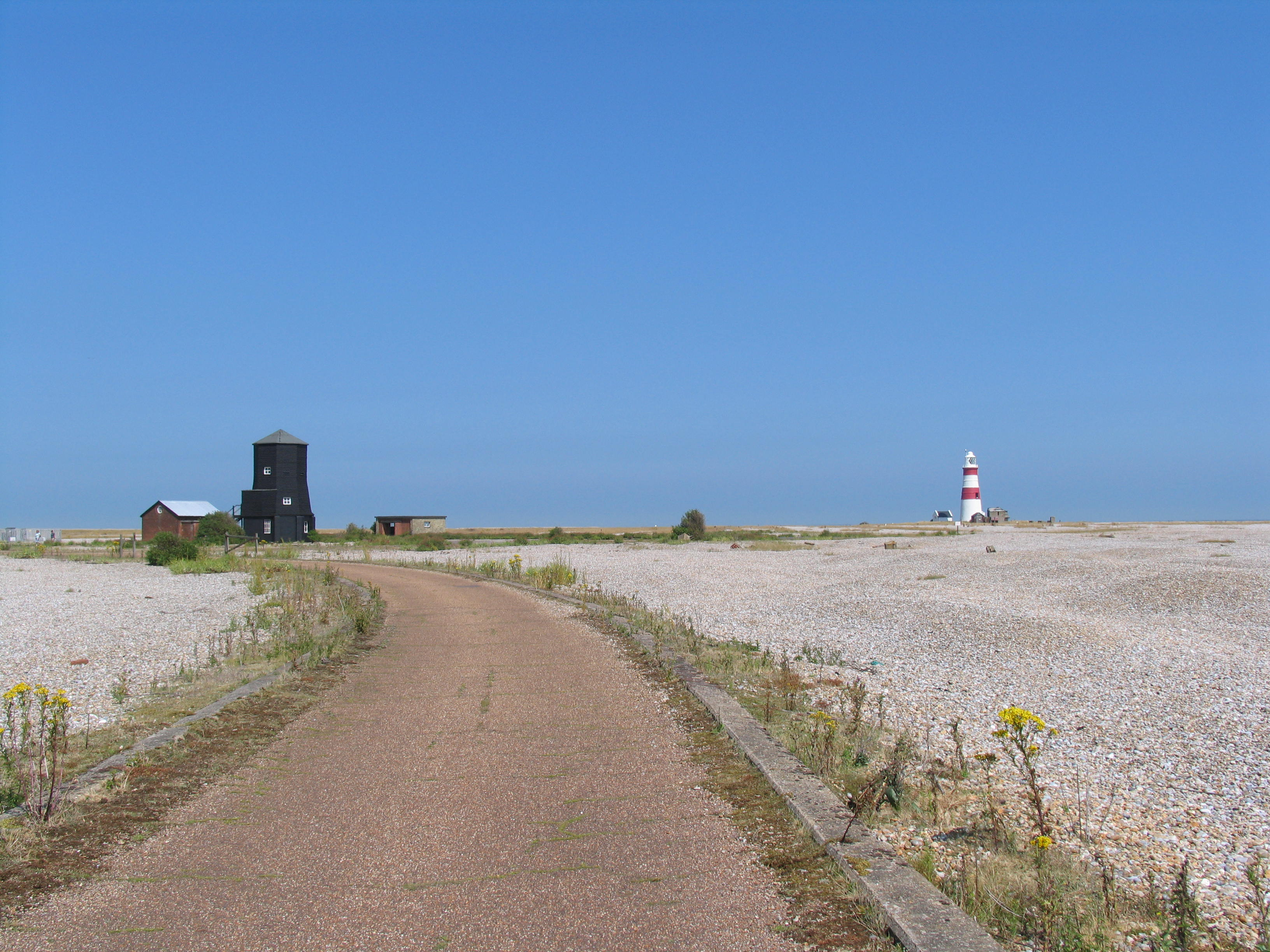
Zone protégée d'Orford Ness